# Nettapus auritus
Ganso-pigmeu-africano ou pato-orelhudo (Nettapus auritus) é um pato da África subsaariana. É a menor das aves aquáticas da África e uma das menores do mundo.
Embora os gansos pigmeus tenham bicos como os dos gansos, eles estão mais relacionados aos patos dabbling e outras espécies chamadas 'patos'.
É uma das espécies a que se aplica o Acordo sobre a Conservação das Aves Aquáticas Migratórias Afro-Eurasianas (AEWA).

## Taxonomia
Foi descrito pelo polímata francês Georges-Louis Leclerc, conde de Buffon em sua Histoire Naturelle des Oiseaux em 1785. O pássaro também foi ilustrado em uma placa colorida à mão gravada por François-Nicolas Martinet nas Planches Enluminées D'Histoire Naturelle que foi produzida sob a supervisão de Edme-Louis Daubenton para acompanhar o texto de Buffon. Nem a legenda da placa nem a descrição de Buffon incluíam um nome científico, mas em 1783 o naturalista holandês Pieter Boddaert cunhou o nome binomial Anas aurita em seu catálogo dos Planches Enluminées. A localidade tipo é Madagascar. O gênero atual Nettapus foi erguido pelo naturalista alemão Johann Friedrich von Brandt em 1836. A palavra Nettapus é do grego antigo nētta "pato" e pous "pé". Pensava-se que Nettapus auritus possuía os pés e o corpo de um pato e o pescoço de um ganso. O auritus específico é a palavra latina para "orelhudo". A espécie é monotípica.

## Descrição

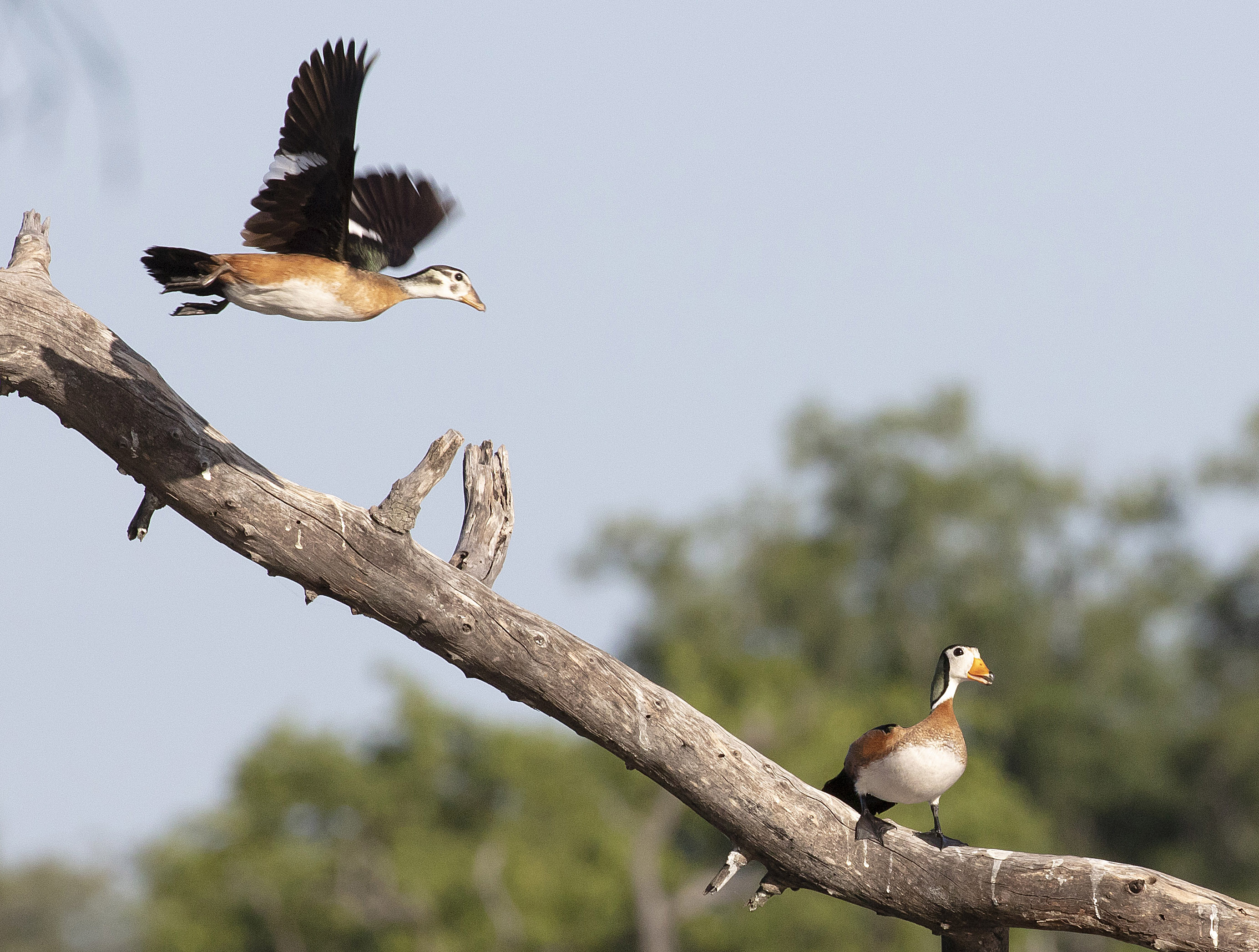
Foto: Gary Clark

O ganso pigmeu africano é um dos menores patos empoleirados e tem o peso médio de cerca de 285 g (10.1 oz) para machos e 260 g (9.2 oz) para fêmeas e envergaduras entre 142 mm (5.6 in) e 165 mm (6.5 in). Eles têm um bico curto que se estende até a testa, de modo que se assemelham superficialmente a gansos.
Os machos têm um rosto branco com manchas pretas nos olhos. A coroa preta iridescente se estende pela parte de trás do pescoço. Esta estrutura franja manchas de orelha verde em pó. A metade superior do pescoço anterior é branca e forma um colar aberto ao redor do pescoço, enquanto a base, se o pescoço e o peito são castanhos claros. Os flancos são mais intensamente castanhos e o dorso é verde metálico . As dezesseis penas da cauda são pretas. As penas das asas são pretas com iridescência verde metálica nas coberturas, com exceção de uma barra branca nas secundárias distais. A barriga é branca. O bico é amarelo com uma ponta preta e os pés são cinza-escuros a pretos. A íris de lá é marrom avermelhada. As fêmeas têm um rosto cinza com uma faixa marrom escura nos olhos e manchas marrons nas bochechas e na nuca. Eles têm uma testa, coroa e parte de trás do pescoço marrom-escuras com uma leve iridescência. O peito e os flancos têm uma coloração castanha escura. Suas costas são marrom-escuras. As penas das asas são marrom-escuras pretas com a exceção de uma barra branca nas secundárias distais. A barriga é branca. A parte inferior do bico é amarela, a parte superior marrom mosqueada com uma ponta marrom escura e os pés são cinza-escuros a pretos. Os patinhos têm um rosto branco com um padrão semelhante ao da fêmea adulta em preto e um tapa-olho cinza escuro. Sua coroa preta se estende em forma de V da base do bico até a parte de trás do pescoço. A garupa e os flancos são brancos, o dorso e a cauda pretos. Pescoço, peito e barriga são cinza claro a branco as asas são pretas. A parte inferior do bico é rosa, a parte superior é cinza com ponta marrom clara e os pés são cinza escuro a preto.

## Distribuição
Nettapus auritus é conhecido por ser nômade. Pode ser encontrado em uma ampla área da África subsaariana e Madagascar. Ele vive em habitats de água de fluxo lento ou estagnado com uma cobertura de nenúfares (principalmente pântanos interiores, mas também pântanos abertos, tocas de fazendas, piscinas de rios e estuários).

## Comportamento
Se alimenta principalmente de sementes de nenúfares (Nymphaea spp.) mas também de outras sementes flutuantes e pequenos insetos, bem como outros pequenos invertebrados. Eles vivem em fortes laços de pares que podem durar várias estações e sua reprodução é desencadeada pelas chuvas. Em cativeiro, a reprodução bem-sucedida é rara.